# Géonosis
Vous lisez un « bon article » labellisé en 2021.
Astre fictif apparaissant dans
Star Wars.
Géonosis est une planète-désert de l’univers de fiction Star Wars. Située dans la Bordure extérieure, cette planète orbite autour de l'étoile Ea. La guerre des clones, l'un des éléments majeurs de l'univers Star Wars, débute lorsque la République galactique envahit Géonosis alors aux mains des séparatistes de la Confédération des systèmes indépendants.
Bien qu'elle soit entièrement recouverte d'un désert rouge, Géonosis est la planète d'origine des géonosiens. Ils sont réputés pour la qualité des droïdes de combat qu'ils produisent et fournissent à la Confédération des systèmes indépendants dont ils sont l'un des membres fondateurs.
Elle apparaît dans un seul film : L'Attaque des clones. Les scènes qui s'y déroulent sont créées grâce à des incrustations et des effets spéciaux numériques. Les paysages de la planète sont inspirés de l'Ouest américain.
En plus des films, Géonosis est représentée dans les séries télévisées The Clone Wars, Rebels, Le Livre de Boba Fett, dans les mises en roman du film dans lequel elle apparaît, ainsi que dans plusieurs romans, jeux vidéo et bandes dessinées.

## Contexte
L'univers de Star Wars se déroule dans une galaxie qui est le théâtre d'affrontements entre les Chevaliers Jedi et les Seigneurs noirs des Sith, personnes sensibles à la Force, un champ énergétique mystérieux leur procurant des pouvoirs psychiques. Les Jedi maîtrisent le Côté lumineux de la Force, pouvoir bénéfique et défensif, pour maintenir la paix dans la galaxie. Les Sith utilisent le Côté obscur, pouvoir nuisible et destructeur, pour leurs usages personnels et pour dominer la galaxie.

## Géographie

### Situation spatiale et topographie
Orbitant autour de l'étoile Ea, Géonosis est l'une des six planètes du système qui porte son nom. Le système de Géonosis est compris dans le secteur Arkanis, lui-même situé dans la Bordure extérieure,. Bien qu'étant une planète tellurique, elle a la particularité d'être entourée d'un anneau d'astéroïdes.
La surface de Géonosis est recouverte de plaines désertiques rocailleuses et de montagnes. Son ciel est, à l'instar du sol, rouge,,.

### Formes de vie
Plusieurs espèces animales vivent sur Géonosis, dont le massif, l'orray, le parasite phidna voire le ver parasite cérébral. Le premier sert d'animal de compagnie, le second de monture ; l'orray, avant d'avoir été domestiqué, a beaucoup chassé les œufs de géonosien. Les excréments du phidna sont récupérés pour que, mélangés à de la roche pulvérisée, ils forment la pâte de roche, principal matériau des constructions géonosiennes. Le ver cérébral peut entrer dans le nez d'un individu jusqu'à son cerveau pour ensuite le contrôler. En outre, beaucoup d'espèces vivant à Géonosis sont bioluminescentes,,,,,.
Une espèce intelligente est native de Géonosis : le géonosien. Il s'agit d'un insectoïde ailé qui vit dans des ruches. Sa société est divisée en castes : les reines, les guerriers et les ouvriers. Il y a une reine par ruche qui s'occupe de pondre les œufs. Les guerriers protègent la reine et la ruche, parfois ils font la guerre à d'autres ruches. Les ouvriers sont à la base de la société géonosienne, ils s'occupent de construire les différentes structures nécessaires à leur ruche,.

### Habitations et technologie
Les géonosiens vivent dans des ruches dirigées par une reine. Elles imitent les reliefs du paysage naturel, afin de se fondre dans le décor et ainsi protéger leurs habitants des ruches rivales et autres dangers extérieurs. La ruche la plus importante de la planète est la Ruche Stalgasin qui a signé des accords d'armement avec la Fédération du commerce. Les géonosiens sont en effet de gros producteurs de droïdes de combat. Ils disposent d'énormes usines entièrement automatisées qui produisent des droïdes à la chaîne.
La société géonosienne pratique la peine de mort et n'hésite pas à la mettre en spectacle dans des arènes. Les condamnés à mort auxquels le plus d'attention est prêté sont alors mis face à des créatures étrangères à Géonosis. La plus grande est l'Arène de Petranaki, où les Jedi Obi-Wan Kenobi, Anakin Skywalker et la sénatrice Padmé Amidala doivent combattre une acklay, un nexu et un reek.

## Univers officiel

### Avant la guerre des clones
Plusieurs décennies avant la bataille de Yavin, les géonosiens de la Ruche Stalgasin et la Fédération du commerce passent un accord pour que cette dernière soit fournie en droïdes de combat. Ceux-ci font notamment leurs preuves lors de la bataille de Naboo durant laquelle ils affrontent une armée de gungans.
Quelques années plus tard, Géonosis rejoint la Confédération des systèmes indépendants, son chef, l'archiduc Poggle le Bref, s'engage à lui fournir une armée complète de droïde de combat. Les géonosiens participent en plus au développement d'une nouvelle arme capable de détruire des planètes : l’Étoile de la mort.

### Guerre des clones

#### Première bataille de Géonosis
En 22 av. BY, le chevalier Jedi Obi-Wan Kenobi se rend sur Géonosis tandis qu'il traque le chasseur de primes Jango Fett. Il découvre alors l'étendue des installations séparatistes et en informe son apprenti Anakin Skywalker et le conseil des Jedi. Cependant il est découvert et capturé par les géonosiens qui le livrent à un seigneur Sith, le Comte Dooku, qui lui explique que la République galactique est déjà sous le contrôle des Sith. Anakin et Padmé Amidala sont sur Tatooine, une planète proche de Géonosis, lorsqu'Obi-Wan les prévient. Ils décident alors de partir à son secours pour le libérer. Une fois arrivés sur la planète, ils explorent une usine de droïde, mais sont eux aussi capturés. Tous les trois sont condamnés à mort. L'exécution doit prendre la forme d'un combat contre une acklay, un nexu et un reek à l'Arène de Petranaki,,,,,.
La bataille et la guerre commencent lorsqu'un groupe de deux-cents Jedi menés par Mace Windu infiltre l'arène pour porter secours aux trois captifs. En arrivant, Mace Windu tente d'affronter Dooku, mais il est intercepté par Jango Fett, qu'il tue alors. Les Jedi doivent faire face à une armée de droïde qui a investi l'enceinte de combat. Les Jedi sont rapidement épaulés par les soldats clones conduits par le maître Jedi Yoda. La bataille s'étend dans les plaines désertiques au-delà de l'arène, tandis qu'un duel oppose le comte Dooku à Obi-Wan et Anakin, puis à Yoda. Dépassés, les séparatistes décident d'évacuer la planète, acceptant la défaite dans l'espoir de reprendre Géonosis à la République galactique,,,,,,,,.

#### Seconde bataille de Géonosis
La guerre s'intensifiant, la République est contrainte de disséminer ses troupes dans toute la Galaxie, et donc de réduire le nombre de soldats sur Géonosis. Les séparatistes en profitent pour reprendre la planète et relancent les usines de production de droïde de combat. Les Jedi Ki-Adi-Mundi, Anakin Skywalker et Ahsoka Tano, à la tête d'une armada, débarquent sur Géonosis et entament les combats. L'une des batailles les plus importantes de la guerre des clones débute alors. Les Jedi parviennent à atteindre leurs objectifs : détruire les usines, ce dont les apprenties Jedi Ahsoka Tano et Barriss Offee, respectivement d'Anakin Skywalker et de Luminara Unduli, se chargent, et capturer Poggle le Bref, ce qui se fait après une poursuite dans le réseau souterrain de la planète. Dès lors, la République renforce sa présence sur la planète pour ne pas la perdre à nouveau,,,,.
Pendant cette bataille, les géonosiens utilisent aussi des parasites pour ressusciter sous forme de zombies d'autres géonosiens, morts. Dans un vaisseau de la République galactique, des clones et même une Jedi, Barriss Offee, qui était venue combattre durant la bataille auprès de son Maître Luminara Unduli, sont rapidement contaminés par ce parasite, laissant Ahsoka Tano face à ses collègues qui se sont retournés contre elle. Finalement, elle réussit à arrêter l'épidémie. Par ailleurs, cette bataille forge une amitié entre Barriss Offee et Ahsoka Tano,,,,.
Cette victoire républicaine contraint la CSI à construire de nouvelles usines de droïdes sur d'autres planètes pour alimenter son armée. En outre, Poggle le Bref capturé, la République galactique se lance secrètement dans un projet de construction d'une station spatiale de combat, l'Étoile de la mort. Le directeur Orson Krennic supervise alors le chantier.

### Ère impériale
À la suite de la défaite des séparatistes et de l'avènement de l'Empire galactique, les géonosiens sont réduits en esclavage. Ils continuent de participer à la construction de l'Étoile de la mort qui se trouve en orbite autour de Géonosis. Ce travail est alors notamment surveillé par le moff impérial Wilhuff Tarkin, envoyé en secret par l'Empereur pour cette mission de haute importance. Cependant, après cela ils sont tous exterminés par les impériaux. En effet, en les épargnant, l'Empire risquerait que le secret de l'Étoile de la mort soit divulgué,,,,.
Un géonosien, Klik-Klak, survit étonnamment au génocide. Il tente de révéler à Saw Gerrera et au rebelles de la planète Lothal l'existence de l'Étoile de la mort, dessinant sur le sol la station spatiale, en vain, puisqu'il n'est pas compris.

## Univers Légendes
À la suite du rachat de la société Lucasfilm par The Walt Disney Company, tous les éléments racontés dans les produits dérivés datant d'avant le 26 avril 2014 ont été déclarés comme étant en dehors du canon et ont alors été regroupés sous l’appellation « Star Wars Légendes ».

### Avant l'Empire
Géonosis est découverte vers 4 000 av. BY par des mineurs venus de Tatooine. Fascinés par les technologies de ces explorateurs, les géonosiens les assimilent et se lancent dans la fabrication de droïdes.
Les millénaires qui suivent sont marqués par des guerres entre ruches. Cela a pour conséquence d'isoler la planète du reste de la Galaxie. Il faut attendre le siècle qui précède la bataille de Yavin et l'accord signé entre les ruches et le Baktoid Armor Workshop, une entreprise d'armement, pour que Géonosis retrouve un certain intérêt.

### Sous l'Empire et après
Après la guerre des clones, l'Empire galactique nationalise la production de droïdes de Géonosis. Les ingénieurs géonosiens continuent de participer à la construction de l'Étoile de la mort ainsi qu'à d'autres projets impériaux.
Après la défaite de l'Empire, la planète continue la fabrication de droïdes, mais sa production est surveillée par la Nouvelle République.

## Concept et création
Le nom de la planète semble venir de « géognosis », ce qui signifie étymologiquement en grec ancien « connaissance de la terre ». Ce nom se rapporte principalement aux géonosiens, qui possèdent assez de savoir en architecture pour concevoir une autre terre, l'Étoile de la mort.

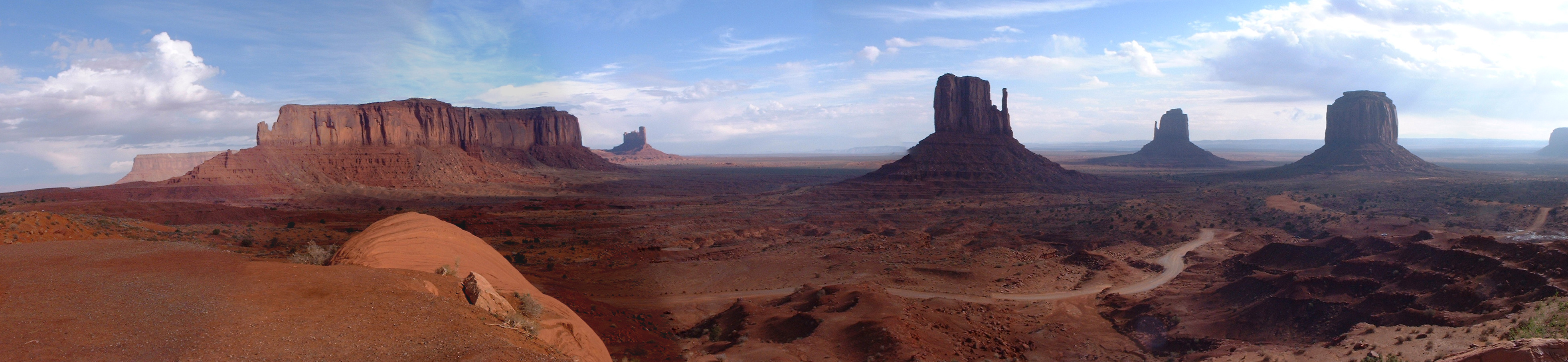
Les paysages de l'Ouest américain comme ici à Monument Valley, ont inspiré ceux de Géonosis.

La plupart des scènes qui se déroulent sur Géonosis sont créées à l'aide d'effets spéciaux numériques. Les acteurs sont filmés devant un fond bleu, puis sont incrustés sur le décor. Les paysages désertiques de la planète sont inspirés de ceux visibles dans l'Ouest américain,.

## Adaptations
En plus de ses apparitions officielles dans les romans, mises en roman, films et séries télévisées, Géonosis apparaît dans d'autres produits dérivés de l'univers Star Wars.

### Jeux vidéo
Géonosis apparaît dans le jeu de 2005 Star Wars: Battlefront II. En effet, la bataille de Géonosis est l'une de celles auxquelles le joueur peut participer. Cette planète est notamment celle sur laquelle le didacticiel de début de jeu se déroule,. La présence de cette planète dans le remake de 2017 aussi intitulé Star Wars: Battlefront II est souvent mise en avant, accompagnée d'éléments liés à son introduction le 28 novembre 2020 comme le RT-TT, Obi-Wan Kenobi en tenue de général de la guerre des clones, un thème du général Grievous ajouté, voire, quelque temps après, le comte Dooku,,,,,,,,,,.
En outre, à l'instar de plusieurs planètes de la saga, le désert de Géonosis est un terrain où le joueur peut s'aventurer dans le jeu vidéo de 2022 Lego Star Wars: The Skywalker Saga,,.

### Figurines
Lego a produit trois boîtes représentant les deux batailles de Géonosis, notamment le combat entre Yoda et le Comte Dooku, sorti en 2013 sous le numéro 75017 « Duel on Geonosis »,, un groupe de soldats clones, sorti en 2015 sous le numéro 75089 « Geonosis Troopers »,, et la Jedi Luminara Unduli accompagnée du capitaine Rex lors d'un combat contre des droïdes, sorti en 2011 sous le numéro 7869 « Battle for Geonosis »,. De plus, à Legoland California des reproductions en miniature de l'arène et des combats dans les plaines désertiques sont visibles dans le miniland Star Wars.

### Parcs d'attractions
La planète apparaît dans l'attraction Star Tours: The Adventures Continue, version rénovée de Star Tours. Le visiteur monte à bord d'un Starspeeder 1000, un vaisseau de transport intergalactique, qui se retrouve pourchassé par l'Empire ou le Premier Ordre car un espion rebelle se trouve à bord. Durant son voyage, le vaisseau visite deux planètes, parmi lesquelles peut se trouver Géonosis, dans ce cas le visiteur est pourchassé par Boba Fett à travers l'anneau d'astéroïdes qui entoure la planète. Cette attraction est située dans les parcs Disneyland Resort et Walt Disney World Resort aux États-Unis depuis 2011,, à Tokyo Disney Resort au Japon depuis 2013, et à Disneyland Paris en France depuis 2017.

## Réception
Le site internet Vulture place la planète désertique à la vingt-neuvième position dans son classement des meilleures planètes de l'univers Star Wars. Il s'agit selon ce site internet d'un lieu où l'économie industrielle est prospère et qui possède d'innovantes conceptions pour ses arènes. Il lui reproche d'être habitée par les immondes géonosiens. Dans le même genre de classement, le site internet Screen Rant place Géonosis à la treizième position, soulignant que c'est sur cette planète que sont construits les droïdes de combat et l'Étoile de la mort.
Dans un autre classement, Screen Rant considère que la bataille de Géonosis est la sixième meilleure bataille de fin de film Star Wars. Par ailleurs, dans un autre classement, la saison 2 de The Clone Wars est considérée comme supérieure en qualité à la saison 1, notamment grâce à l'arc de la seconde bataille de Géonosis. En effet, dans un autre encore, l'arc de la seconde bataille de Géonosis est considéré comme le meilleur de la saison 2 de The Clone Wars.
Le site Allociné considère que la scène de l'exécution dans l'arène géonosienne est la meilleure de L'Attaque des clones. Ce passage est alors vu comme référence aux réelles exécutions ayant eu lieu dans l'Histoire. Selon le site, Star Wars est alors dans cette scène une sorte de péplum.
Le concept de ver cérébral à Géonosis présenté dans l'arc de The Clone Wars sur la seconde bataille de Géonosis est parfois aussi considéré comme apportant une dimension plus proche de l'horreur à Star Wars, en introduisant une sorte de zombies,,.

## Analyse
Comme plusieurs planètes de Star Wars, Géonosis est analysée par des scientifiques pour savoir si le concept peut exister dans la réalité. Ainsi, pour Géonosis, il est principalement question des anneaux qui entourent la planète (quoique elle soit tellurique) et sont, d'après L'Attaque des clones, un champ d'astéroïdes. Or, ces astéroïdes sont trop proches entre eux pour éviter des collisions, ce qui les aurait réduit en particules nettement plus petits. Par conséquent, dans la réalité, ces anneaux ne doivent pas être composés de pierres mais de poussière, ce qui rend totalement impossible la scène qui s'y déroule dans le film. Pour ce qui est de la planète en elle-même, elle est, à l'instar de plusieurs autres mondes de la saga, désertique, du modèle Tatooine. Elle ressemble notamment très fortement à une planète réelle, Mars, ce qui permet de l'assimiler à la réalité, en plus de ses similitudes avec le paysage du Grand Canyon,. En outre, une planète de cette géographie serait paradoxalement plus hospitalière, l'eau provoquant plusieurs bouleversements climatiques. Enfin, ce type de planète est très commun dans l'Univers réel,.